# Ferrovia Brugg-Immensee
La ferrovia Brugg-Immensee, con diramazione per Rupperswil (nota anche come Aargauische Südbahn, letteralmente "ferrovia meridionale argoviese") è una linea ferroviaria a scartamento normale della Svizzera.

## Storia
| Tratta                                 | Inaugurazione    |
| -------------------------------------- | ---------------- |
| Rupperswil–Lenzburg–Hendschiken–Wohlen | 23 giugno 1874   |
| Wohlen–Muri                            | 1 giugno 1875    |
| Wohlen–Bremgarten ovest                | 1 settembre 1876 |
| Muri–Sins–Rotkreuz                     | 1 dicembre 1881  |
| Rotkreuz–Immensee                      | 1 giugno 1882    |
| Hendschiken–Othmarsingen–Brugg         | 1 giugno 1882    |
| Verbindungslinie Brugg                 | 26 maggio 1969   |

Il 25 febbraio 1872 la Schweizerische Centralbahn (SCB) e la Schweizerische Nordostbahn (NOB) stipularono un contratto per la costruzione di un collegamento ferroviario tra il nord della Svizzera e la costruenda ferrovia del Gottardo attraverso il canton Argovia. Con un secondo contratto, firmato il successivo 25 novembre, si stabilì che la linea si sarebbe allacciata a Brugg alla ferrovia del Bözberg.
Il 23 giugno 1874 aprì la prima tratta, tra Rupperswil e Wohlen, seguita il 1º giugno dell'anno successivo dalla Wohlen-Muri; il 1º dicembre 1881 toccò alla Muri-Rotkreuz, e il 1º giugno 1882 alla Rotkreuz-Immensee e alla Brugg-Hendschiken (contemporaneamente all'entrata in servizio della tratta Immensee-Biasca della ferrovia del Gottardo).
Il 1º settembre 1876 aprì la diramazione Wohlen-Bremgarten, il cui esercizio fu affidato a partire dall'8 febbraio 1912 alla Bremgarten-Dietikon-Bahn (BD) previa elettrificazione e posa di una terza rotaia per la circolazione dei treni a scartamento metrico della BD.
A gestire la linea fu l'Aargauische Südbahn, joint-venture tra SCB e NOB, nazionalizzata nel 1902 e confluita nelle Ferrovie Federali Svizzere (FFS).
Il 6 luglio 1922 venne elettrificata la tratta Rotkreuz-Immensee; il resto della linea lo fu il 5 maggio 1927.
Nel 1930 venne raddoppiata la tratta Wohlen-Hendschiken; l'anno successivo toccò alla tratta tra Lenzburg, il bivio Gexi e Hendschiken, mentre il 7 febbraio 1947 entrò in servizio il raddoppio della tratta Rupperswil-Lenzburg.
Divenuta importante per il traffico merci tra Basilea e Chiasso, a partire dagli anni Sessanta la linea venne raddoppiata nelle sezioni ancora a binario unico:
- il 12 agosto 1963 la tratta Immensee-Rotkreuz;
- a fine maggio 1972 la tratta Rotkreuz-Oberrüti (con il ponte sulla Reuss)[14];
- il 28 novembre 1966 la tratta Oberrüti-Sins;
- il 20 novembre 1967 la tratta Sins-Mühlau;
- il 4 novembre 1968 la tratta Mühlau-Benzenschwil;
- il 27 novembre 1972 la tratta Benzenschwil-Muri[15];
- a fine novembre 1971 la tratta tra Muri e Boswil-Bünzen[14];
- il 4 aprile 1966 la tratta tra Boswil-Bünzen e Wohlen;
- nel 1994 la tratta Othmarsingen-Brugg[16].

Nel 1969 venne aperta la linea di collegamento del passante ferroviario di Brugg (Verbindungslinie Brugg), un viadotto lungo circa 500 metri e alto 10,6 che supera i binari della ferrovia Zurigo-Olten a sud-ovest della stazione di Brugg permettendo ai treni merci da e per la linea del Bözberg di evitare il transito e il relativo regresso da Brugg.
Nel 1975, con l'apertura del tunnel dell'Heitersberg, la tratta Rupperswil-Lenzburg-Othmarsingen è stata notevolmente migliorata incanalandovi la maggior parte del traffico est-ovest tra Zurigo e Berna. La sezione Brugg-Rotkreuz è utilizzata in gran parte da treni, in particolare treni merci, da nord per la linea del Gottardo e per l'Italia e quindi è un'importante via di transito ferroviario delle merci.
Su varie tratte della linea si svolge trasporto passeggeri regionale.

## Caratteristiche
La tratta Brugg-Immensee, a scartamento normale, è lunga 53,08 km, è elettrificata a corrente alternata monofase con la tensione di 15.000 V alla frequenza di 16⅔ Hz; la pendenza massima è dell'11‰ ed è interamente a doppio binario.
La tratta Rupperswil-Othmarsingen, a scartamento normale, è lunga 7,87 km, è elettrificata a corrente alternata monofase con la tensione di 15.000 V alla frequenza di 16⅔ Hz; la pendenza massima è del 10‰ ed è interamente a doppio binario.

### Percorso
| Continuation backward |

| Unknown route-map component "eHST" |

| Unknown route-map component "hKRZWae" |

| Non-passenger station/depot on track |

|  | Unknown route-map component "cd" | Unknown route-map component "ABZg2" | Unknown route-map component "cd" + Unknown route-map component "STRc3" |  |

|  | Unknown route-map component "CONTgq" | Unknown route-map component "KRZo" + Unknown route-map component "STRc12" | Unknown route-map component "cd" + Unknown route-map component "ABZq+34" | Unknown route-map component "c" + Unknown route-map component "S+BHFq" | Unknown route-map component "CONTf@Fq" |

|  | Unknown route-map component "ABZg+1" | Unknown route-map component "STRc4" |

| Unknown route-map component "SHST" |

| Non-passenger station/depot on track |

| Unknown route-map component "SHST" |

| Unknown route-map component "SKRZ-Au" |

|  | Unknown route-map component "d" | Unknown route-map component "vSTR-STR+l" | Unknown route-map component "CONTfq" |

|  | Unknown route-map component "d" | Unknown route-map component "vSBHF" |  |

| Unknown route-map component "d" | Unknown route-map component "vÜST" |

|  | Unknown route-map component "dSTR" | Unknown route-map component "SHI1+r" |

| Unknown route-map component "dCONTgq" | Unknown route-map component "kABZq2" | Unknown route-map component "KRZu+k3" | Unknown route-map component "dSTRr" |  |

| Unknown route-map component "kABZg+4" |

| Non-passenger station/depot on track |

| 30,0 |
| 64,1 |

| Unknown route-map component "S+BHF" |

| 11,05 |
| 65,17 |

| Unknown route-map component "S+BHF" |

|  | Unknown route-map component "ABZgnl" | Unknown route-map component "nKBSTeq" |

| Non-passenger station/depot on track |

| Unknown route-map component "exCONTgq" | Unknown route-map component "dENDExaq" | Unknown route-map component "ABZg+r" |  | Unknown route-map component "d" |

|  | Unknown route-map component "d" | Unknown route-map component "S+BHF" + Unknown route-map component "HUBaq" | Unknown route-map component "dKBHFa" + Unknown route-map component "HUBeq" |  |

|  | Unknown route-map component "d" | Unknown route-map component "eABZgl" | Unknown route-map component "xdABZql" | Unknown route-map component "CONTfq" |

|  | Unknown route-map component "ABZg+nl" | Unknown route-map component "nCONTfq" |

| Unknown route-map component "eHST" |

| Unknown route-map component "S+BHF" |

| Unknown route-map component "S+BHF" |

| Unknown route-map component "eBHF" + Stop on track |

| Small non-passenger station on track |

| Unknown route-map component "SHST" |

| Unknown route-map component "S+BHF" |

| Unknown route-map component "S+BHF" |

| Unknown route-map component "hKRZWae" |

| Unknown route-map component "SKRZ-Au" |

| Unknown route-map component "CONTgq" | Unknown route-map component "vSTR+r-STR" | Unknown route-map component "d" |  |

|  | Unknown route-map component "vSBHF" |  | Unknown route-map component "d" |

| Unknown route-map component "vÜST" | Unknown route-map component "d" |

| Unknown route-map component "vDST" | Unknown route-map component "d" |

|  | Unknown route-map component "vSKRZ-Au" |  | Unknown route-map component "d" |

| Unknown route-map component "v-STRl" | Unknown route-map component "dKRZo" | Unknown route-map component "CONTfq" |

| Small non-passenger station on track |

| Unknown route-map component "eHST" |

|  | Unknown route-map component "SKRZ-Ao" |

| Unknown route-map component "CONTgq" | Unknown route-map component "ABZg+r" |  |

| Unknown route-map component "S+BHF" |

| 107,19 |
| 0,00   |

| Continuation forward |

| Continuation backward |

| Unknown route-map component "SHST" |

|  | Unknown route-map component "ABZgl" | Unknown route-map component "CONTfq" |

| Unknown route-map component "CONTgq" | Unknown route-map component "ABZg+r" |  |

| Unknown route-map component "S+BHF" |

| Unknown route-map component "CONTgq" | Unknown route-map component "ABZgr" |  |

| Unknown route-map component "exCONTgq" | Unknown route-map component "eKRZo" | Unknown route-map component "exCONTfq" |

| Non-passenger station/depot on track |

| Unknown route-map component "kABZg3" |

| Unknown route-map component "CONTgq" | Unknown route-map component "kABZq1" | Unknown route-map component "KRZo+k4" | Unknown route-map component "STR+r" |  |

|  | Unknown route-map component "ABZg+l" | One way rightward |

| Unknown route-map component "S+BHF" |

|  | Unknown route-map component "ABZgl" | Unknown route-map component "CONTfq" |

| Continuation forward |

#### Brugg-Immensee
La linea parte dalla stazione di Immensee diramandosi dalla ferrovia del Gottardo dirigendosi verso nord, incrociando alla stazione di Rotkreuz la ferrovia Zugo-Lucerna, per poi incrociare l'austostrada A14 e superare con un viadotto il fiume Reuss in prossimità di Oberrüti.
Proseguendo, dopo avere attraversato le stazioni di Sins, Mühlau, Benzenschwil, Muri e Boswil-Bünzen, raggiunge la stazione di Wohlen, da cui si diparte la linea a scartamento ridotto per Bremgarten e Dietikon e, fino al 1997, anche la ferrovia Wohlen-Meisterschwanden.
Proseguendo, dopo avere incontrato la stazione di Dottikon-Dintikon dove è presente una sottostazione elettrica, raggiunge Hendschiken.
Dopo aver superato Hendschiken la linea sottopassa la diramazione da nord per Rupperswil, raggiungendo Othmarsingen, stazione da cui parte la diramazione da nord per Rupperswil e le diramazioni per Zurigo, via Baden e via Heitersberg e per Wettingen e Zofingen.
La linea prosegue poi sottopassando l'autostrada A1 e dopo avere incontrato le stazioni di Birr e Lupfig, termina alla stazione di Brugg sulla linea Zurigo-Olten e stazione di diramazione dalla ferrovia Zurigo-Olten per Basilea.
Nella stazione di Lupfig è presente una diramazione per Basilea che con un viadotto lungo circa 500 metri e alto 10,6 metri, supera la ferrovia Zurigo-Olten a sud-ovest della stazione di Brugg evitando ai treni merci da o per la linea del Bözberg il regresso dalla stazione di Brugg.

#### Diramazione per Rupperswil
La linea per la stazione di Rupperswil si dirama dalla Brugg-Immensee da sud dalla stazione di Hendschiken e da nord dalla stazione di Othmarsingen con le due diramazioni che si uniscono al bivio Gexi e quindi si dirige verso ovest verso Lenzburg, dove vengono incrociate le linee Zofingen-Wettingen e Lucerna-Lenzburg, raggiungendo poi la stazione di Rupperswil sulla ferrovia Zurigo-Olten, e da qui dirigendosi poi verso Olten da dove è possibile proseguire verso Basilea, immettendosi direttamente sulla linea dell'Hauenstein, by-passando, graze ad un raccordo, la stazione di Olten evitando le operazioni di regresso, mentre dalla stazione di Olten è possibile proseguire per Losanna/Ginevra e per Berna.

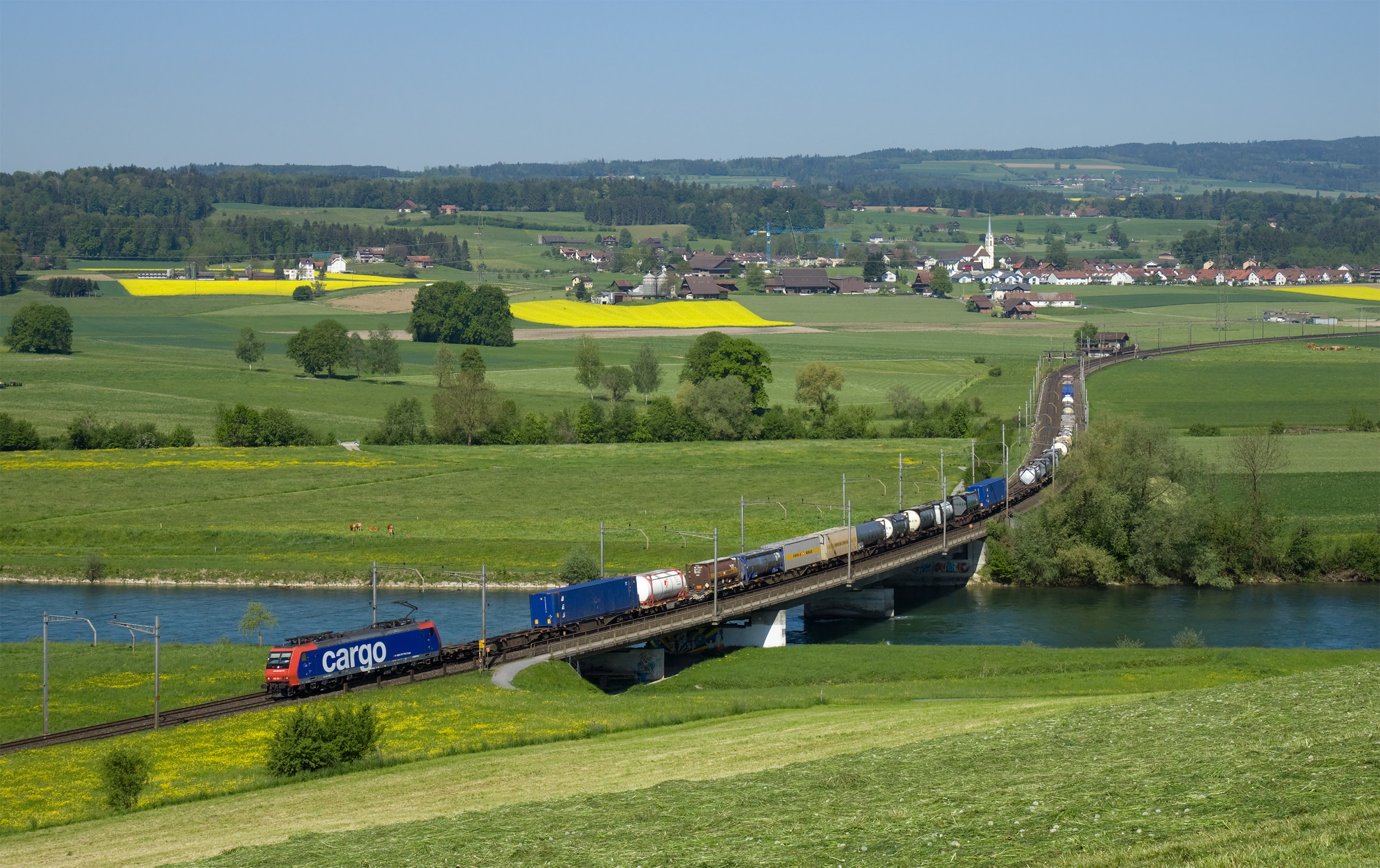
Treno merci trainato da una locomotive SBB Cargo Re 482 al ponte sulla Reuss di Oberrüti

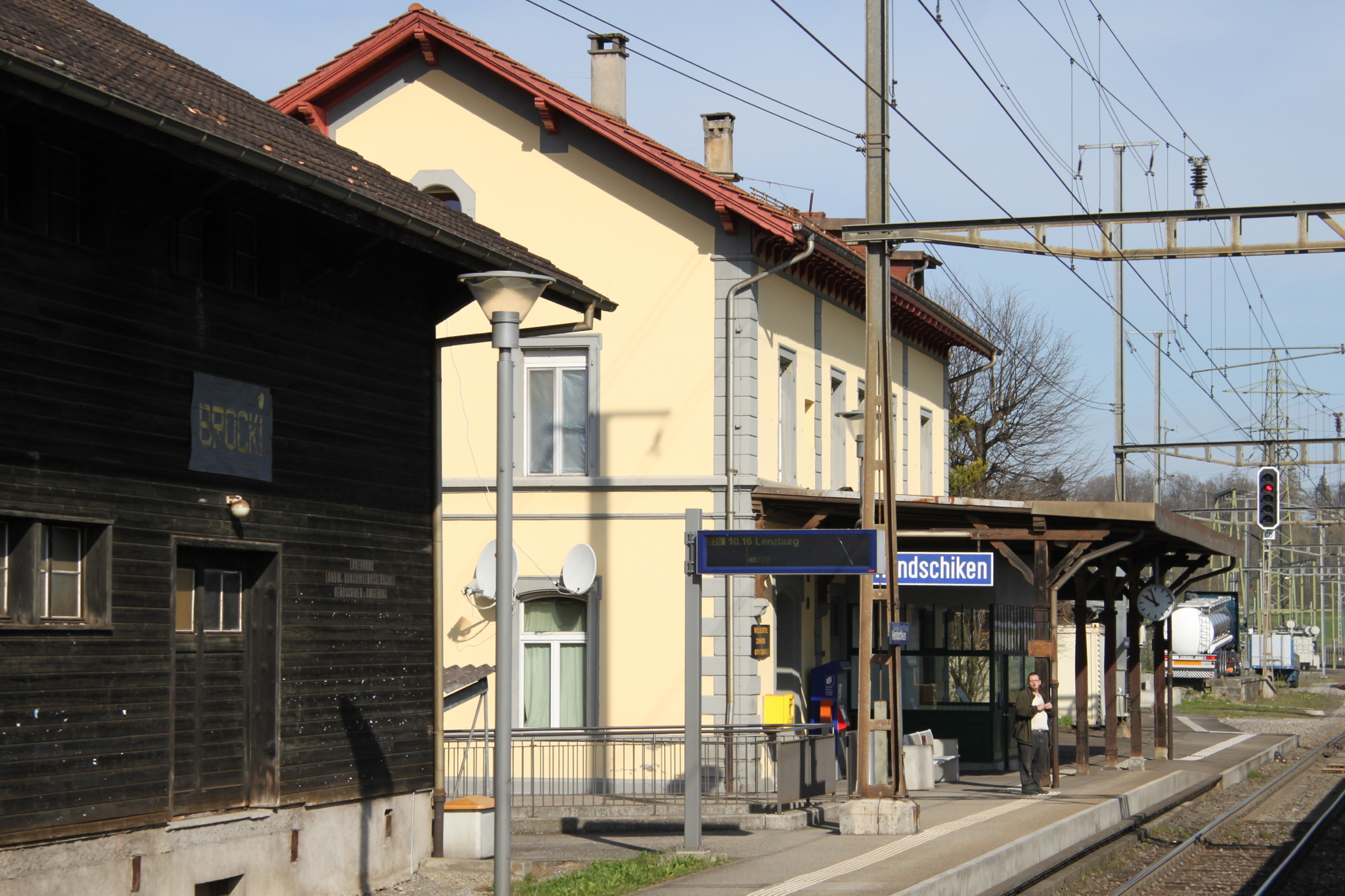
La stazione di Hendschiken

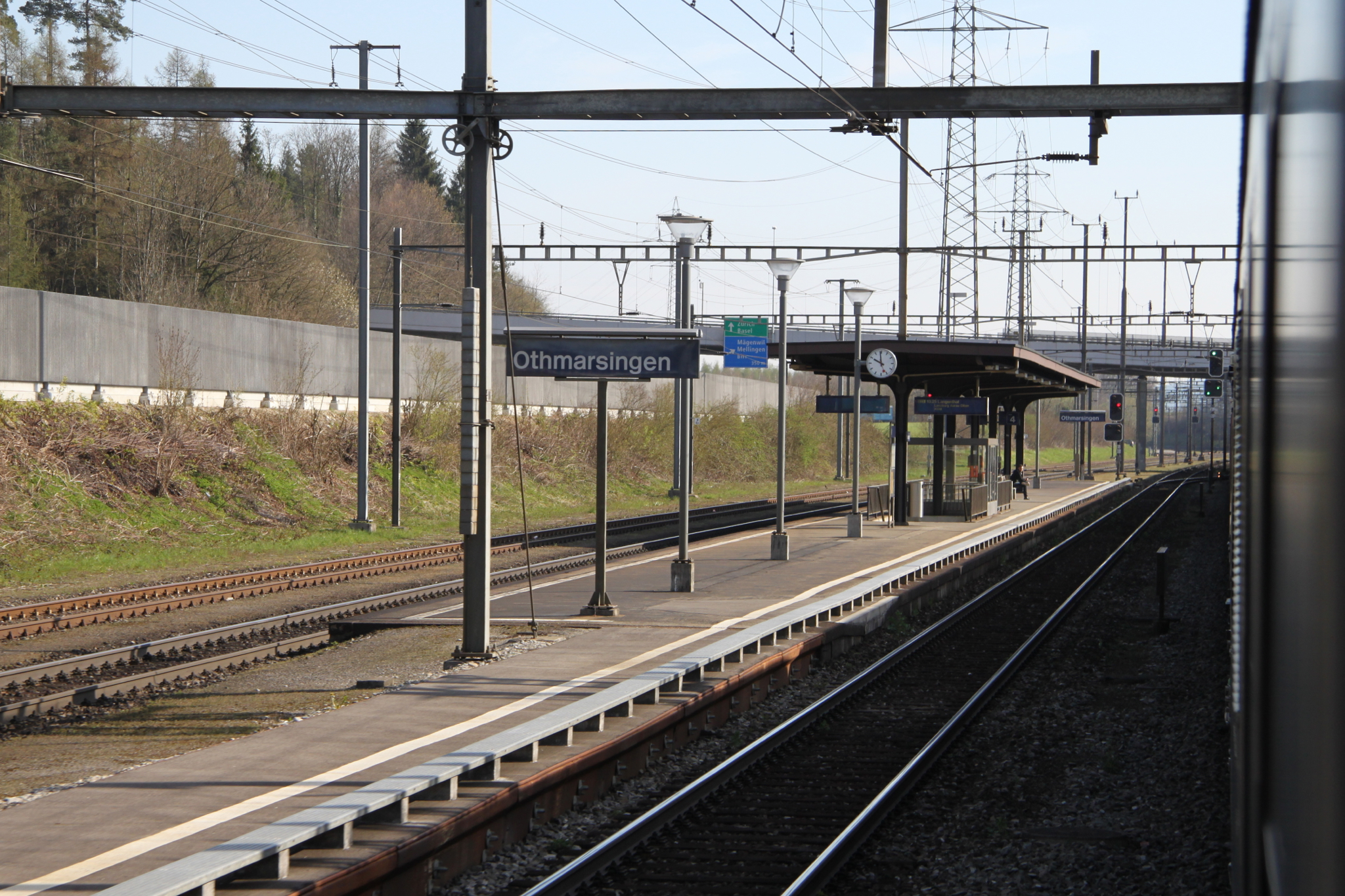
La stazione di Othmarsingen

## Traffico
La maggior parte del traffico ferroviario della Aargauische Südbahn è costituito dal traffico merci pesante sull'asse ferroviario nord-sud, tra la Germania e l'Italia, seguendo la linea Basilea–Bözberg–Gottardo-Chiasso/Luino.

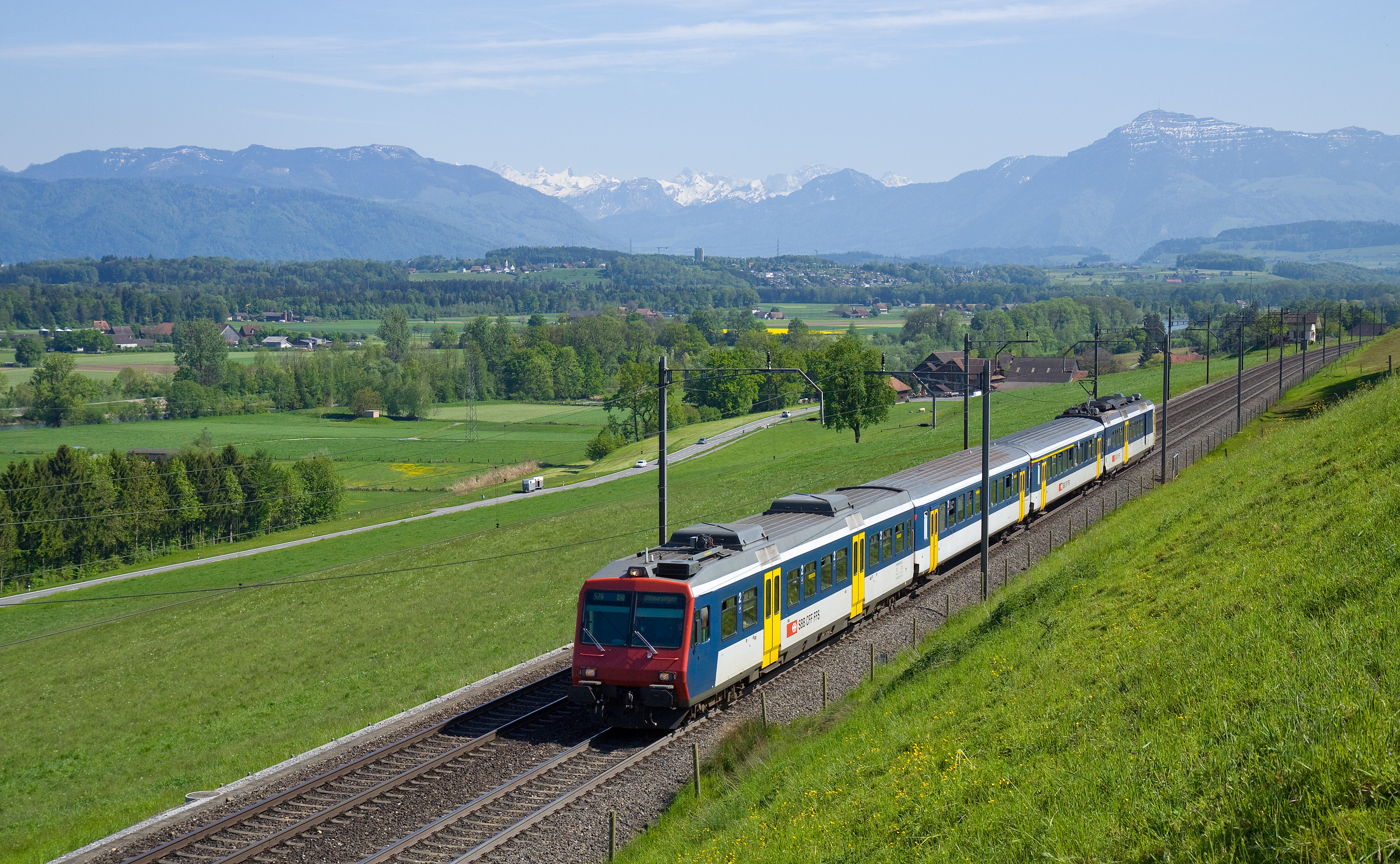
Treno navetta della linea S26 tra Mühlau e Sins

Il traffico passeggeri è oggi costituito quasi esclusivamente da treni S-Bahn, poiché la linea non collega tra loro i principali agglomerati urbani. I treni passeggeri tra Basilea e il Gottardo vengono oggi istradati verso Zurigo a est o Lucerna a ovest.
In passato la linea ha visto transitare treni internazionali tra l'Italia e il Nord Europa, quali l'Italia Express e nel periodo invernale il Riviera Express (nel periodo estivo veniva istradato attraverso il Sempione), che così evitavano il regresso dalla stazione di Lucerna, mentre l'Italien-Holland Express da Rotkreuz veniva istradato per Lucerna dove invertendo il senso di marcia veniva istradato per Olten e attraverso la linea dell'Hauenstein raggiungeva Basilea.
S-Bahn Aargau
- S23 : Langenthal – Olten – Aarau – Lenzburg – Othmarsingen – Brugg AG – Baden
- S25 : Brugg – Othmarsingen – Wohlen – Muri
- S26 : Aarau – Lenzburg – Wohlen – Muri – Rotkreuz
- S42 : Zürich HB – Dietikon – Mellingen-Heitersberg – Othmarsingen – Wohlen – Muri